# Rose Hill International
Die Rose Hill International sind im Badminton offene internationale Meisterschaften von Mauritius. Sie wurden erstmals im Jahr 2016 ausgetragen.

## Die Sieger
| Saison    | Herreneinzel      | Dameneinzel       | Herrendoppel                 | Damendoppel                     | Mixed                    |
| --------- | ----------------- | ----------------- | ---------------------------- | ------------------------------- | ------------------------ |
| 2016      | Aatish Lubah      | Shamim Bangi      | Andries Malan Willem Viljoen | Gloria Najjuka Daisy Nakalyango | Sahir Edoo Yeldi Louison |
| 2017 2024 | nicht ausgetragen | nicht ausgetragen | nicht ausgetragen            | nicht ausgetragen               | nicht ausgetragen        |